# 日本誕生
《日本誕生》是日本東寶株式會社製作的特攝電影，1959年10月25日公開在日本上映，臺灣上映時譯為《日本開國奇譚》。本片屬於彩色作品，亦是東寶公司第1千部電影的紀念作品。

## 故事
電影首先以伊邪那岐和伊邪那美的兩神生國過程為主，從日本神話的幻影開始，再進入主題的日本武尊的故事。
小碓尊那個性格勇猛的父親（天皇）在被九州的熊曾建兄弟下戰書。小碓尊用巧妙的策略殺死了熊曾建兄弟，被弟弟熊建給予日本武尊的名字。但是，建立大功回去的日本武尊，天皇命令小碓尊立刻征伐關東地方，未可休息。小碓尊感到父親厭惡自己，抱持沉痛的心情訪問了中途伊勢的倭姑娘。小碓尊被給予一劍被鼓勵起來，小碓尊問那劍的由來。那劍原來在神代的從前，素戔嗚尊消滅了八岐大蛇的時候得到的東西。後來救了在關東地方討伐中被烈火包圍的小碓尊的生命。但是，搭船回國途中的小碓尊，企圖叛變攻擊大和國，突然颳起暴風沉船。他的靈魂成為一隻天鵝，往空地去，大夥們和部卒由於洪水和熔岩吞噬完全消滅了。

## 工作人員
- 導演：稻垣浩
- 製作：藤本真澄，田中友幸
- 劇本：八住利雄，菊島隆三
- 攝影：山田一夫
- 特攝導演：圓谷英二
- 音樂：伊福部昭
- 美術：伊藤熹朔，植田寛
- 錄音：西川善男

## 演員
- 小碓尊/素戔嗚尊：三船敏郎
- 天皇：中村鴈治郎
- 大碓尊：伊豆肇
- 若帶日子命：寶田明
- 五百樹之入日子命：久保明
- 大伴建日連：東野英治郎
- 大伴小建：伊藤久哉
- 大伴麻毛理：野村浩三
- 大伴久呂比古：田崎潤
- 倭姬：田中絹代
- 弟橘姬：官署葉子
- 吉備武彥：平田昭彥
- 小鹿火：藤木悠
- 稻葉：小杉義男
- 監奴：向井淳一郎
- 八雲：三島耕
- 薊：水野久美
- 小鹿火的母親：村田嘉久子
- 兄比賣：環三千世
- 談話的老媼：杉村春子
- 久米八腹：上田吉二郎
- 熊曽（哥哥）：志村喬
- 熊建（弟弟）：鶴田浩二
- 美夜受姬：香川京子
- 尾張國造：山田巳之助
- 奇稻田姬：上原美佐
- 足名椎：瀨良智慧
- 手名椎：中北千枝子
- 伊邪那岐：脇田博行
- 伊邪那美：村松惠子
- 天照大神：原節子
- 思金神：柳人金語樓
- 天宇受女命：乙羽信子
- 布刀玉命：加東大介
- 天津麻羅：小林桂樹
- 手力男命：朝汐太郎
- 天御中主神：左卜全
- 八百萬之神：榎本健一
- 八百萬之神：有島一郎
- 八百萬之神：三木のり平
- 八百萬之神：沢村いき雄

## 攝影技術
東寶電影的圓谷英二帶來的特攝被活用得出神入化，譬如八岐大蛇的出現，在水底充滿了逼真的搖動。而且洪水和熔岩流消滅大夥們，中途發生巨大的地裂，士兵掉入深坑。為了真實感，這個情節沒有使用娃娃等，高台用卡車操縱、用人拉動地面拍攝地裂，真實地把人掉下去，十分具有震撼力。
1. .   [2024-10-16]. （原始内容存档于2024-12-02）.